# 李剛 (宦官)
李刚（?—?），東漢時的宦官。
漢安帝李刚任中黃門。太子劉保被廢，125年4月30日，汉安帝驾崩，5月18日，皇后閻姬擁漢章帝孫北鄉侯劉懿為帝。12月10日，劉懿驾崩，李刚、孫程等十九名宦官殺閻顯等人，与尚书刘光、郭镇擁太子劉保為漢順帝，順帝封十九人為侯，因此孫程等宦官史稱十九侯。李刚卖官鬻爵，132年，孫程死，李刚被贬到封地，郁郁而终。